# Välkommen Mrs. Doubtfire
Välkommen Mrs. Doubtfire (engelska: Mrs. Doubtfire) är en amerikansk dramakomedifilm från 1993 i regi av Chris Columbus. I huvudrollerna ses Robin Williams och Sally Field. 

## Handling
Den arbetslöse skådespelaren Daniel Hillard i San Francisco blir av med vårdnaden av sina barn då han skiljs från sin fru. Nu får han bara träffa sina tre barn en gång i veckan. Han står dock barnen väldigt nära och vill träffa dem oftare. När han ser att hans fru ska anställa en hemhjälp får han idén att klä ut sig till kvinna och söka platsen.

## Om filmen
- Marit Allen designade kostymerna i filmen.
- Filmen bygger på den engelska författaren Anne Fines bok Madame Doubtfire - alias pappa.
- Filmen hade biopremiär i USA den 24 november 1993[1] och Sverigepremiär den 4 februari 1994[2] på biograferna Rigoletto, Park, Draken och Filmstaden[förtydliga] i Stockholm.

## Rollista i urval
- Robin Williams – Daniel Hillard/Mrs. Euphegenia Doubtfire
- Sally Field – Miranda Hillard
- Pierce Brosnan – Stuart 'Stu' Dunmeyer
- Harvey Fierstein – Frank Hillard
- Polly Holliday – Gloria Cheney
- Lisa Jakub – Lydia Hillard
- Matthew Lawrence – Chris Hillard
- Mara Wilson – Natalie "Nattie" Hillard
- Robert Prosky – Mr. Jonathan Lundy
- Anne Haney – Mrs. Sellner
- Scott Capurro – Jack
- Sydney Walker – busschaufför
- Martin Mull – Justin Gregory
- Terence McGovern – ADR Director Lou
- William Newman – Mr. Sprinkles
- Scott Beach – domare

### Fotnoter
1. ↑  ”Mrs. Doubtfire” (på engelska). Box Office Mojo. 24 november 1993. http://www.boxofficemojo.com/movies/?id=mrsdoubtfire.htm. Läst 20 september 2016.
2. ↑  ”Mrs. Doubtfire”. Svensk filmdatabas. 4 februari 1994. http://www.sfi.se/sv/svensk-filmdatabas/Item/?type=MOVIE&itemid=18424. Läst 20 september 2016.